# Julian Bushoff
T.J. (Julian) Bushoff (Groningen, 21 maart 1997) is een Nederlands politicus van de Partij van de Arbeid (PvdA). Sinds 22 november 2022 is hij lid van de Tweede Kamer der Staten-Generaal, waar hij sinds 2023 deel uitmaakt van de fusiefractie GroenLinks-PvdA. Eerder was hij van januari 2019 tot november 2022 gemeenteraadslid in Groningen, waar hij tevens fractievoorzitter was.

## Levensloop
Bushoff is als zoon van twee moeders opgegroeid in Beijum en was voorzitter van de Groningse afdeling van de Jonge Socialisten in de PvdA. Bij de gemeentelijke herindelingsverkiezingen in november 2018 werd Bushoff gekozen als raadslid namens de PvdA. Hij was destijds het jongste raadslid in de gemeenteraad. Nadat fractievoorzitter Carine Bloemhoff in februari dat jaar in het nieuwe college wethouder Werk & Inkomen was geworden, werd Bushoff door de fractie gekozen als fractievoorzitter, en werd daarmee één van de jongste fractievoorzitters ooit in de Groningse gemeenteraad.
In 2019 schreef Bushoff mee aan het verkiezingsprogramma van de PvdA voor de Tweede Kamerverkiezingen. Een jaar later maakte de partij bekend dat hij op de veertiende plek zou komen te staan. Door het opstappen van Lodewijk Asscher werd dit uiteindelijk de dertiende plek. Bij de verkiezingen haalde Bushoff 2811 voorkeurstemmen, maar met een uitslag van negen zetels voor de PvdA werd hij niet direct verkozen als Kamerlid. Bushoff werkte als biologische groenteverkoper op de markt en als arbeidscoach voor Vluchtelingenwerk Noord Nederland.
Bij Nederlandse gemeenteraadsverkiezingen 2022 werd Bushoff herkozen met 762 voorkeurstemmen. In de gemeenteraad hield hij zich onder meer bezig met de thema's volkshuisvesting (ruimtelijke ordening), veiligheid, financiën en de gaswinning. Bij de Tweede Kamerverkiezingen 2021 stond hij op plek 13 van de kandidatenlijst van de PvdA. Na het vertrek van Khadija Arib uit de Tweede Kamer werd Bushoff op 22 november 2022 geïnstalleerd als lid van de Tweede Kamer. Bushoff studeert economie en internationale betrekkingen aan de Rijksuniversiteit Groningen.

## Privéleven
Bushoff is een kleinzoon van oud-burgemeester Marten Bushoff.
Laura Bromet · Julian Bushoff · Glimina Chakor · Geert Gabriëls · Marleen Haage · Daniëlle Hirsch · Habtamu de Hoop · Barbara Kathmann · Jesse Klaver · Suzanne Kröger · Esmah Lahlah · Tom van der Lee · Mohammed Mohandis · Songül Mutluer · Jimme Nordkamp · Mariëtte Patijn · Anita Pijpelink · Kati Piri · Elke Slagt · Luc Stultiens · Joris Thijssen · Frans Timmermans · Mikal Tseggai · Lisa Westerveld · Raoul White
- Parlement.com: vle4c9k4vpsi